# Campeonato Mundial de Patinaje Artístico sobre Hielo de 1957
El XLVIII Campeonato Mundial de Patinaje Artístico se realizó en Colorado Springs (Estados Unidos) entre el 26 de febrero y el 2 de marzo de 1957 bajo la organización de la Unión Internacional de Patinaje sobre Hielo (ISU) y la Asociación Estadounidense de Patinaje Artístico sobre Hielo.

## Resultados

### Masculino
| Puesto | Nombre           | País           | Puntos |
| ------ | ---------------- | -------------- | ------ |
| Oro    | David Jenkins    | Estados Unidos | 7      |
| Plata  | Tim Brown        | Estados Unidos | 16     |
| Bronce | Charles Snelling | Canadá         | 22     |

### Femenino
| Puesto | Nombre       | País           | Puntos |
| ------ | ------------ | -------------- | ------ |
| Oro    | Carol Heiss  | Estados Unidos | 7      |
| Plata  | Hanna Eigel  | Austria        | 17     |
| Bronce | Ingrid Wendl | Austria        | 21     |

### Parejas
| Puesto | Nombre                       | País                | Puntos |
| ------ | ---------------------------- | ------------------- | ------ |
| Oro    | Barbara Wagner / Robert Paul | Canadá              | 8      |
| Plata  | Marika Kilius / Franz Ningel | Alemania Occidental | 16,5   |
| Bronce | Maria Jelinek / Otto Jelinek | Canadá              | 17,5   |

### Danza en hielo
| Puesto | Nombre                               | País        | Puntos |
| ------ | ------------------------------------ | ----------- | ------ |
| Oro    | June Markham / Courtney Jones        | Reino Unido | 5      |
| Plata  | Geraldine Fenton / William McLachlan | Canadá      | 11     |
| Bronce | Sharon McKenzie / Bert Wright        | Reino Unido | 16     |

## Medallero
| Núm. | País                | Oro | Plata | Bronce | Total |
| ---- | ------------------- | --- | ----- | ------ | ----- |
| 1    | Estados Unidos      | 2   | 1     | 0      | 3     |
| 2    | Canadá              | 1   | 1     | 2      | 4     |
| 3    | Reino Unido         | 1   | 0     | 1      | 3     |
| 4    | Austria             | 0   | 1     | 1      | 2     |
| 5    | Alemania Occidental | 0   | 1     | 0      | 1     |
|      | TOTAL               | 4   | 4     | 4      | 12    |

| Predecesor: Alemania Occidental 1956 | Campeonato Mundial de Patinaje Artístico sobre Hielo 1957 | Sucesor: Francia 1958 |

- Datos: Q211203